# خوآن اسکارره
خوآن اسکارره (اسپانیایی: Juan Escarré‎؛ زادهٔ ۲۳ فوریهٔ ۱۹۶۹) بازیکن هاکی روی چمن اهل اسپانیا است که در مسابقات کشوری و بین‌المللی در مجموع برندهٔ ۳ مدال طلا، ۲ مدال نقره شده است.